# Euophrys rufa
Euophrys rufa là một loài nhện trong họ Salticidae.
Loài này thuộc chi Euophrys. Euophrys rufa được Dyal miêu tả năm 1935.